# Lista de governadores de Rondônia
Esta é uma lista de governadores de Rondônia.
O "Território Federal do Guaporé" foi criado pelo decreto-lei nº 5.812 de 13 de setembro de 1943, modificado para "Território Federal de Rondônia", em homenagem ao marechal Cândido Rondon, pela lei nº 21.731 de 17 de fevereiro de 1956, e elevado à categoria de estado no dia 4 de janeiro de 1982.

## Território Federal do Guaporé
| Nº | Nome                      | Partido | Imagem | Início do mandato       | Fim do mandato          | Observações                                     |
| 1  | Aluísio Pinheiro Ferreira | Militar |        | 1º de novembro de 1943  | 7 de fevereiro de 1946  | Governador nomeado pelo Presidente da República |
| 2  | Joaquim Vicente Rondon    | PSD     |        | 7 de fevereiro de 1946  | 31 de outubro de 1947   | Governador nomeado pelo Presidente da República |
| 3  | Frederico Trotta          | Militar |        | 31 de outubro de 1947   | 9 de junho de 1948      | Governador nomeado pelo Presidente da República |
| 4  | Joaquim de Araújo Lima    | PSD     |        | 9 de junho de 1948      | 22 de fevereiro de 1951 | Governador nomeado pelo Presidente da República |
| 5  | Petrônio Barcelos         | PTB     |        | 22 de fevereiro de 1951 | 7 de fevereiro de 1952  | Governador nomeado pelo Presidente da República |
| 6  | Jesus Burlamaqui Hosannah | PTB     |        | 7 de fevereiro de 1952  | 18 de novembro de 1953  | Governador nomeado pelo Presidente da República |
| 7  | Ênio dos Santos Pinheiro  | PSD     |        | 18 de novembro de 1953  | 13 de setembro de 1954  | Governador nomeado pelo Presidente da República |
| 8  | Paulo Nunes Leal          | Militar |        | 13 de setembro de 1954  | 5 de abril de 1955      | Governador nomeado pelo Presidente da República |
| 9  | José Ribamar de Miranda   | PSD     |        | 5 de abril de 1955      | 14 de outubro de 1956   | Governador nomeado pelo Presidente da República |

## Território Federal de Rondônia
| Nº | Nome                              | Partido | Imagem | Início do mandato       | Fim do mandato          | Observações                                     |
| 1  | Jaime Araújo dos Santos           | PSD     |        | 14 de outubro de 1956   | 6 de novembro de 1958   | Governador nomeado pelo Presidente da República |
| 2  | Paulo Nunes Leal                  | Militar |        | 6 de novembro de 1958   | 18 de março de 1961     | Governador nomeado pelo Presidente da República |
| 3  | Abelardo Alvarenga Mafra          | PTN     |        | 18 de março de 1961     | 13 de setembro de 1961  | Governador nomeado pelo Presidente da República |
| 4  | Ênio dos Santos Pinheiro          | PTB     |        | 13 de setembro de 1961  | 3 de julho de 1962      | Governador nomeado pelo Presidente da República |
| 5  | Milton Lima                       | PTB     |        | 3 de julho de 1962      | 12 de dezembro de 1962  | Governador nomeado pelo Presidente da República |
| 6  | Wadih Darwich Zacarias            | PSD     |        | 12 de dezembro de 1962  | 27 de maio de 1963      | Governador nomeado pelo Presidente da República |
| 7  | Ari Marcos da Silva               | PP      |        | 27 de maio de 1963      | 14 de outubro de 1963   | Governador nomeado pelo Presidente da República |
| 8  | Paulo Eugênio Pinto Guedes        | PRP     |        | 14 de outubro de 1963   | 27 de janeiro de 1964   | Governador nomeado pelo Presidente da República |
| 9  | Abelardo Alvarenga Mafra          | PSD     |        | 27 de janeiro de 1964   | 24 de abril de 1964     | Governador nomeado pelo Presidente da República |
| 10 | José Manuel Luís da Cunha Meneses | PSD     |        | 24 de abril de 1964     | 29 de março de 1965     | Governador nomeado pelo Presidente da República |
| 11 | João Carlos dos Santos Mader      | ARENA   |        | 29 de março de 1965     | 10 de abril de 1967     | Governador nomeado pelo Presidente da República |
| 12 | Flávio de Assunção Cardoso        | ARENA   |        | 10 de abril de 1967     | 30 de novembro de 1967  | Governador nomeado pelo Presidente da República |
| 13 | José Campedelli                   | ARENA   |        | 30 de novembro de 1967  | 13 de fevereiro de 1969 | Governador nomeado pelo Presidente da República |
| 14 | João Carlos Marques Henrique Neto | ARENA   |        | 13 de fevereiro de 1969 | 31 de outubro de 1972   | Governador nomeado pelo Presidente da República |
| 15 | Teodorico Gaíva                   | ARENA   |        | 31 de outubro de 1972   | 23 de abril de 1974     | Governador nomeado pelo Presidente da República |
| 16 | João Carlos Henrique Neto         | ARENA   |        | 23 de abril de 1974     | 20 de maio de 1975      | Governador nomeado pelo Presidente da República |
| 17 | Humberto da Silva Guedes          | ARENA   |        | 20 de maio de 1975      | 10 de abril de 1979     | Governador nomeado pelo Presidente da República |
| 18 | Jorge Teixeira de Oliveira        | PDS     |        | 10 de abril de 1979     | 4 de janeiro de 1982    | Governador nomeado pelo Presidente da República |

## Lista de governadores do Estado de Rondônia
Partidos
      Partido Democrático Social
      Partido do Movimento Democrático Brasileiro
      Partido Trabalhista Renovador
      Partido Progressista
      Partido da Frente Liberal
      Partido da Social Democracia Brasileira
      Partido Popular Socialista
      Democratas
      Partido Socialista Brasileiro
      Partido Social Liberal
      União Brasil
| №  | Governador (Nascimento–Falecimento) | Governador (Nascimento–Falecimento) | Retrato        | Eleito     | Início do mandato     | Fim do mandato         | Partido político       | Vice-governador            | Cargo público anterior                      |
| -- | ----------------------------------- | ----------------------------------- | -------------- | ---------- | --------------------- | ---------------------- | ---------------------- | -------------------------- | ------------------------------------------- |
| 1  |                                     | Jorge Teixeira (1921–1987)          |                | [ nota 1 ] | 4 de janeiro de 1982  | 10 de maio de 1985     | PDS                    | José Renato Da Frota Uchôa | Prefeito de Manaus                          |
| 2  |                                     | Ângelo Angelin (1935–2017)          |                | [ nota 2 ] | 10 de maio de 1985    | 15 de março de 1987    | PMDB                   | vago                       | Deputado estadual por Rondônia              |
| 3  |                                     | Jerônimo Santana (1934–2014)        |                | 1986       | 15 de março de 1987   | 15 de março de 1991    | PMDB                   | Orestes Muniz Filho        | Prefeito de Porto Velho                     |
| 4  |                                     | Osvaldo Piana (1949–)               |                | 1990       | 15 de março de 1991   | 1° de janeiro de 1995  | PTR                    | Assis Canuto               | Deputado estadual por Rondônia              |
| 4  | PP                                  | Osvaldo Piana (1949–)               |                | 1990       | 15 de março de 1991   | 1° de janeiro de 1995  |                        | Assis Canuto               | Deputado estadual por Rondônia              |
| 5  |                                     | Valdir Raupp (1955–)                |                | 1994       | 1° de janeiro de 1995 | 1° de janeiro de 1999  | PMDB                   | Aparício Carvalho          | Prefeito de Rolim de Moura                  |
| 6  |                                     | José Bianco (1944–)                 |                | 1998       | 1° de janeiro de 1999 | 1° de janeiro de 2003  | PFL                    | Miguel de Souza            | Senador por Rondônia                        |
| 7  |                                     | Ivo Cassol (1959–)                  |                | 2002 2006  | 1° de janeiro de 2003 | 31 de março de 2010    | PSDB                   | Odaisa Fernandes           | Prefeito de Rolim de Moura                  |
| 7  |                                     | Ivo Cassol (1959–)                  | PPS            | 2002 2006  | 1° de janeiro de 2003 | 31 de março de 2010    | João Aparecido Cahulla |                            | Prefeito de Rolim de Moura                  |
| 8  |                                     | João Cahulla (1954–)                |                | 2006       | 31 de março de 2010   | 1° de janeiro de 2011  | PPS                    | vago                       | Vice-governador de Rondônia                 |
| 9  |                                     | Confúcio Moura (1948–)              |                | 2010 2014  | 1° de janeiro de 2011 | 5 de abril de 2018     | PMDB                   | Airton Gurgacz             | Prefeito de Ariquemes                       |
| 9  | PMDB                                | Confúcio Moura (1948–)              | Daniel Pereira | 2010 2014  | 1° de janeiro de 2011 | 5 de abril de 2018     |                        |                            | Prefeito de Ariquemes                       |
| 10 |                                     | Daniel Pereira (1965–)              |                | 2018       | 6 de abril de 2018    | 31 de dezembro de 2018 | PSB                    | vago                       | Vice-governador de Rondônia                 |
| 11 |                                     | Marcos Rocha (1968–)                |                | 2018 2022  | 1° de janeiro de 2019 | Em exercício           | PSL                    | Zé Jodan                   | Secretário de estado de Justiça de Rondônia |
| 11 |                                     | Marcos Rocha (1968–)                | UNIÃO          | 2018 2022  | 1° de janeiro de 2019 | Em exercício           | Sérgio Gonçalves       |                            | Secretário de estado de Justiça de Rondônia |